# Младен Лазић
Младен Лазић рођен је 1950. године. До 1990. живео је у Загребу, а тада се преселио у Београд. Разлози су, наводи, били стручни, а не политички. Професор Младен Лазић предаје социологију на Филозофском факултету у Београду.

## Област интересовања и истраживања
- Друштвене промене
- Постсоцијалистичка трансформација
- Друштвена стратификација
- Елите

## Образовање и стручно усавршавање
- 1973 - основне студије - Филозофски факултет у Београду
- 1977 - магистарске студије - Филозофски факултет у Београду (тема: Друштвене промене у старом Перуу)
- 1984 - докторске студије - Филозофски факултет у Загребу (тема: Процеси подруштвљавања у касном капитализму)

## Научно наставна знања
- 1996 - редовни професор - Филозофски факултет у Београду (ужа научна област: општа социологија)
- 1991 - ванредни професор - Филозофски факултет у Београду (ужа научна област: општа социологија I и II)

## Додатно предавачко искуство
- 2008 - Мастер курс, Интердисциплинарне студије Балкана, Постсоцијалистичка трансформација у Југоисточној Европи Универзитет у Бечу, Одсек за социологију, ИДМ, Беч, Аустрија (гостујући професор)
- 2003 - 2003 - Постососоцијалистичка трансформација у Србији Universite Paris X, Paris, Francuska (гостујући професор)
- 1999 - 1999 - Друштвене промене у Србији School of Slavonic Studies, University of London, London, Velika Britanija (гостујући професор)
- 1989 - 2005 - Општа социологија Филозофски факултет, Никшић, Југославија (гостујући професор)

## Управљачке функције и чланство у стручним организацијама и часописима
- 2007 - 2009 - Веће групација друштвено-хуманистичких наука Универзитета у Београду (Члан )
- 2007 - 2009 - Веће научних области друштвено-хуманистичких наука Универзитета у Београду (Члан)
- 1998 - 2002 - Међународна летња школа социологије, Будва-Херцег Нови (Директор)
- 1998 - 2003 - Алтернативна академска образовна мрежа, Београд (Председник научног већа)
- 1989 - 1991 - Конзорцијум института друштвених наука Југославије (Председник научног већа)
- 1973 - Југословенско удружење за социологију - Социолошко друштво Србије (чланство)
- 1983 - International Sociological Association (чланство)
- 1985 - 1987 - Ревија за социологију (чланство)
- 1989 - 1991 - Социологија (чланство)
- 2012 - 2017 - Национални просветни савет, Београд (Члан )

## Учешће у научно-истраживачким пројектима
- 2012 - 2014 - SCOPES, PROJECT IZ74Z0 – 137843, Democracy and Debate Swiss National Science Foundation (Руководилац за Србију)
- 2001 - 2004 - South-East European Social Survey Project Universitet Tromse, Норвешка (Координатор за Србију)
- 2002 - 2004 - The Socio-Economic Culture of Eastern Europe in the Enlarged Union Institut fur die Wissenschaft vom Menschen, Wien (Координатор за Србију)
- 2002 - 2004 - European Civil Society 	Wissenschaftszuntrum Berlin (Сарадник)
- 2007 - 2010 - Integrated and United (Intune) - Political and Economic Elites in the EU Universita Sienna (Сарадник)
- 2002 - 2005 - Трансформацијске стратегије друштвених група у Србији Институт за социолошка истраживања (Сарадник)
- 2006 - 2010 - Друштвени актери и друштвене промене у Србији Институт за социолошка истраживања (Сарадник)
- 2005 - 2007 - Dioscuri Institut fur die Wissenschaft vom Menschen, Wien (Сарадник)
- 2010 - 2014 - Изазови нове друштвене интеграције у Србији: концепти и актери Филозофски факултет, Београд (Руководилац пројекта)

## Књиге Младена Лазића
- Making and unmaking state-centered capitalism
- Промене и отпори
- Систем и слом: Распад социјализма и структура југословенског друштва

## Књига Чекјући капитализам
Посебна вредност ове књиге јесте њен обухватни карактер, како у погледу историјских промена, тако и актуелних друштвених односа у једној зналачки вођеној анализи која обезбеђује да се дође до најцеловитијих истраживачких резултата. Осим тога, аутор показује да класно утемељен приступ друштвеним променама није застарели остатак, већ представља и даље хеуристички изузетно користан истраживачки концепт и инструмент. Тиме је успео да у нашу данашњу социологију унесе целовитост и надиђе постојеће, углавном сегментарне приступе друштву (економске, политичке и друге), који редукују друштвену стварност, па тако и тумачење промена своде на појединачне активности елитних политичких актера, запостављајући улогу и место других колективних и индивидуалних актера.
Реч је о књизи која представља капитални ауторски рад у коме су сажета деценијска истраживања и бављења друштвеним променама. Књига професора Лазића Чекајући капитализам објављена је у едицији Синтезе библиотеке Друштво и наука у којој се објављују капитална дела, као врхунски национални научни домети и репрезентативна синтетичка ауторска достигнућа, која имају карактер магнум опуса.